# Ciriguela
A ciriguela, (Spondias purpurea; do castelhano: ciruela) também chamada ceriguela, siriguela ou seriguela, é uma árvore da família das anacardiáceas. Esses mesmos nomes também se referem a seus frutos. É uma árvore de porte médio, podendo atingir até sete metros de altura. Originária da América Central e da América do Sul, é bastante comum na Região Nordeste do Brasil.

## Origens ehabitat
A ciriguela é nativa do Brasil (cerrado e caatinga), do nível de mar até os 1.200 metros de altitude. Ocorrem exemplares dessa árvore em cidades dos estados brasileiros de Rondônia, Goiás, do Tocantins, do Piauí, do Ceará, de Pernambuco, da Paraíba, do Paraná, do Maranhão, do Rio Grande do Norte, do Rio de Janeiro, de Mato Grosso, de Mato Grosso do Sul, de Minas Gerais, da Bahia, de São Paulo e do Espírito Santo, sendo utilizada no paisagismo. É ainda encontrada em todos os estados da Região Nordeste do Brasil, e há diversos exemplares de cultivos dessa fruta vermelha em chácaras do Distrito Federal brasileiro. A região sul do estado do Ceará é, hoje, o maior produtor de ciriguela do Brasil.

## Cultivo
Sua frutificação se dá nos meses de outubro e novembro, sendo colhida entre os meses de dezembro e janeiro. Está adaptada a solos fracos e com baixa pluviosidade. É lavoura permanente e de uso pouco difundido. Não há utilização econômica senão para produção sazonal em pequenas plantações.
A ciriguela dificilmente se propaga por sementes, sendo, geralmente, multiplicada por estacas com trinta a cinquenta centímetros de comprimento e de sete a doze centímetros de diâmetro. A melhor época de plantio das estacas no semiárido nordestino brasileiro compreende, empiricamente, do início do mês de outubro até o início de novembro.

## Fruto
É uma drupa elipsoidal de cor amarelada-alaranjada ou mesmo avermelhada quando maduro, com comprimento entre 2,5  e cinco centímetros. Pesa entre quinze e vinte gramas. A camada de polpa é fina, com cerca de três milímetros, com um caroço do tamanho de uma azeitona grande. É parecida com o cajá mas, ao contrário desse, é bastante doce.
O seu consumo é feito de diversas formas, desde natural até na confecção de sucos, sorvetes e doces. É rica em carboidratos, cálcio, fósforo e ferro. A ciriguela possui, ainda, vitaminas A, B e C. É eficaz contra anemia, inapetência e diminuição dos glóbulos brancos.

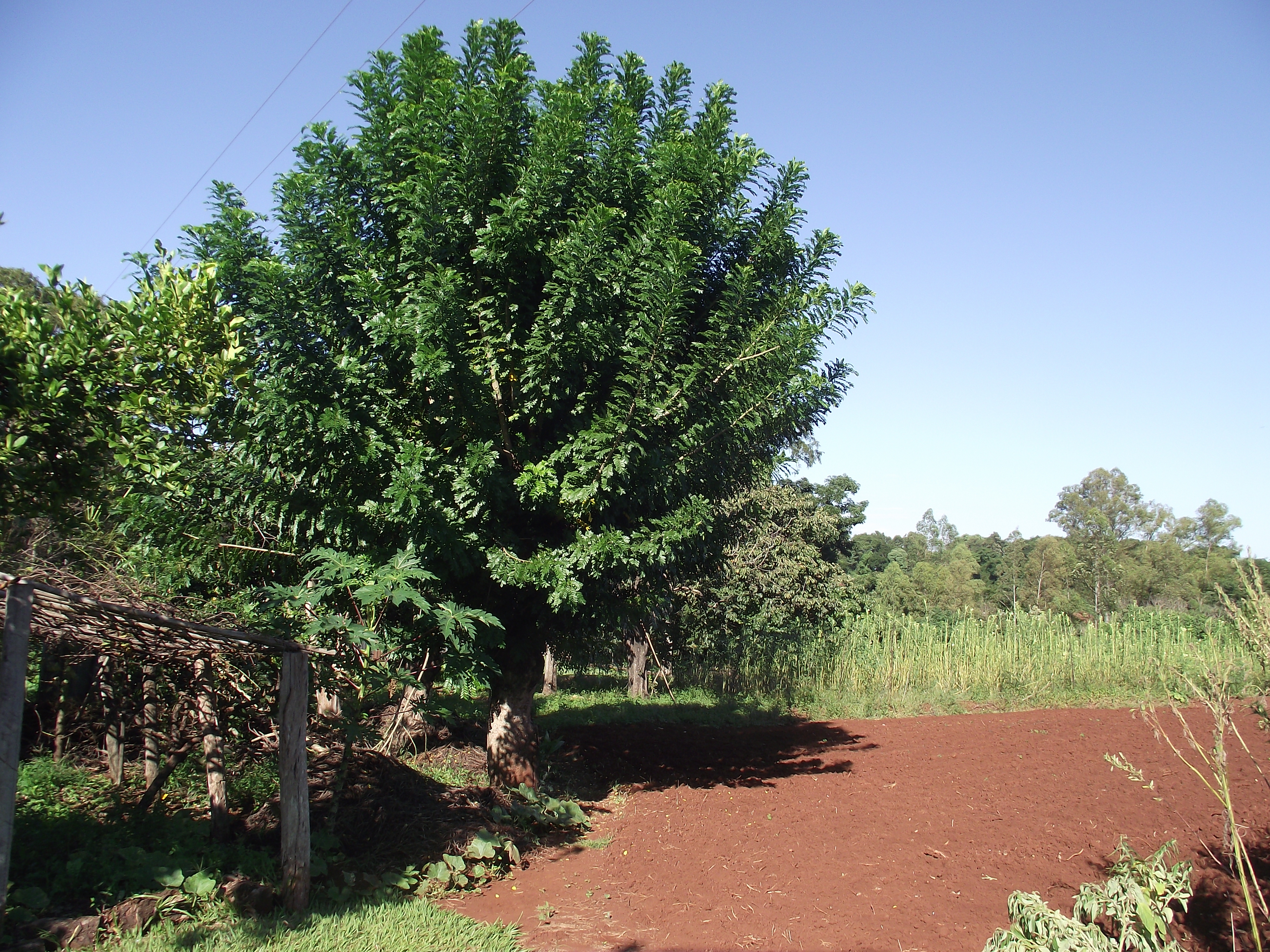
Vista de um pé de ciriguela na Região Sul do Brasil.

- Commons
- Wikcionário